# シンクタンク (お笑い)
シンクタンクは、吉本興業に所属する日本のお笑いコンビ。1993年結成。共に里見まさと（ザ・ぼんち）の弟子であり、タイヘイトリオ一門に属する。

## メンバー
近江のこかじろう（本名：小梶 昌巳（こかじ まさみ）、1971年10月21日 - ）ツッコミ担当
- 痩せている方。
- 身長175cm、体重62kg。血液型AB型。滋賀県八日市市（現東近江市）出身で、実家は飲食店「伴侶」をしていた。2人兄弟で兄がいる。既婚、1男1女。
- 聖徳中学校、能登川高校、専門学校卒業（学校名不明）。専門学校卒業後なんばグランド花月の進行役から1992年4月、まさとに弟子入り。1992年4月4日吉本興業に入り、1993年5月5日5時55分55秒コンビ結成。
- 長らくタンクに対し「シンク」を名乗っていた。 2008年秋からはピンで活動するときのみ「近江のこかじろう（近江のこかじろう鮒の助鮎太郎鱒吉）」を名乗っていたが、2021年現在はこの名義で公式サイトのプロフィールに載っている。
- 大木ひびきが結婚後、坂田利夫の腰巾着役を担っている。
- 2025年2月2日投開票日の東近江市市議会議員補欠選挙に立候補し、投票総数36,288票のうち10708得票しトップ当選。無所属。

タンク（本名：辻 智之（つじ ともゆき）、1971年7月29日 - ）ボケ担当
- 太っている方。
- 身長176cm、体重120kg。血液型A型。大阪府岸和田市出身、成器高等学校（現・大阪学芸高等学校）卒業。オール阪神（オール阪神・巨人）は高校の15年先輩。同い年になる時もある1歳上の兄がいる。
- 高校卒業後に社会人を経てまさとに弟子入り。
- 漫才の際には半ズボンのスーツを着用している。
- 好きな食べ物、どんどん亭。
- あいはら（メッセンジャー）率いるパラ軍団のメンバー。
  - 太っているため、『ごきげん!ブランニュ』のパラ軍団の企画にて途中でリタイアする事が多々ある。
  - 同じくパラ軍団のメンバーであった清水キョウイチ郎から、3カ月間無言電話をかけられていたことがある。その他には3日に1度スクーターを倒される被害も受けており、共演した番組の本番中にキレた。
- 2度の離婚歴あり。子供はいない。
  - 1度目は19歳の時に結婚詐欺。入籍3日目のクリスマスに自宅の家財道具一式を持ち逃げされる。
  - 2度目は6年同棲していた彼女と結婚したが、彼女がタンクの知らないうちにパンク・ロックを始めており、そのバンドのメンバーとデキていたため離婚（『やりすぎコージー』で本人が語る）。
- 3ヶ月かけてダイエットに挑戦、「成功したら付き合っていた彼女にプロポーズ」を約束して35kgのダイエットに成功、婚約を発表。この影響でパラ軍団のあいはらや楽屋で頑張っているタンクを見て触発された月亭八方も挑戦している。
- 「モモチャさん」という熱狂的なファンがいる。
- 岸和田だんじり祭りでは下野町に所属。
- 2009年6月に転倒、右ひざを骨折。
- 同月堺市深井駅前に焼肉屋「タンク」をオープン。

## 概要
1993年5月にコンビ結成、同年8月に初舞台。漫才でのネタはタンクが自らの体型を取り上げたものが多い。うめだ花月を中心に活動していたが、うめだ花月閉館後は京橋花月がメイン。なんばグランド花月にも立つことがある。元々は本名で活動していたが、辻（タンク）がその体型から周囲にタンクと呼ばれるようになったために改名した。また活動当初、出身地からコンビ名の候補として「泉州・江州」があった。

## 受賞歴
- 1996年 第26回NHK上方漫才コンテスト 最優秀賞
- 1997年 第26回上方お笑い大賞 銀賞
- 2000年 第35回上方漫才大賞 新人賞

## テレビ出演
- オールザッツ漫才（毎日放送）1994年から2001年まで出演したが、2014年にタンクのみが13年振りに出演した。
- 爆笑BOOING（関西テレビ）勝ち抜けはならず。
- 爆笑オンエアバトル（NHK総合）戦績0勝2敗 最高230KB
- びびっとビーム 火曜日（びわ湖放送）シンクのみ
- ノムラでノムラだ♪ EXトラ!（MBSラジオ、水曜）タンクのみ、レギュラー
- バラエティー生活笑百科（NHK総合）不定期
- ジャイケルマクソン（毎日放送）
- ごきげん!ブランニュ（朝日放送）タンクのみ
- 女の子宣言! アゲぽよTV（毎日放送）シンクのみ、不定期